# Себастьян Міньє
Себастьян Бернар Міньє (фр. Sébastien Bernard Migné, нар. 30 листопада 1972, Ла-Рош-сюр-Іон) — колишній французький футболіст. По завершенні ігрової кар'єри — тренер. З 2024 року очолює тренерський штаб збірної команди Гаїті.
Під час кар'єри гравця виступав, зокрема, за клуби «Ла Роше» та «Лейтон Орієнт».

## Ігрова кар'єра
У футболі дебютував 1988 року виступами за команду «Ла Роше», в якій провів п'ять сезонів. 
Своєю грою за цю команду привернув увагу представників тренерського штабу клубу «Мужен», до складу якого приєднався 1993 року, де відіграв наступний сезон своєї ігрової кар'єри.
1994 року уклав контракт з клубом «Стад де Валлоріс», у складі якого провів наступні два роки своєї кар'єри гравця. 
1996 року захищав кольори клубу «Окстон», а 1997-го — «Борем Вуд». 
1997 року перейшов до клубу «Лейтон Орієнт», за який відіграв 1 сезон. Завершив професійну кар'єру футболіста виступами за команду «Лейтон Орієнт» у 1998 році.

## Кар'єра тренера
Розпочав тренерську кар'єру відразу ж по завершенні кар'єри гравця, 1998 року, очоливши тренерський штаб клубу «Мужен», де пропрацював з 1998 по 2000 рік.
Протягом подальшої тренерської кар'єри також очолював команду «Ла Роше», а також входив до тренерських штабів клубів «Страсбур» та «Ланс».
2008 року перебрався до Азії, а згодом до Африки, де працював помічником Клода Ле Руа в національних командах Омана, Сирії, ДР Конго, Республіки Конго і Того.
2017 року став головним тренером збірної команди Республіки Конго, тренував збірну Конго один рік.
Згодом, протягом 2018–2019 років очолював тренерський штаб збірної команди Кенії, на чолі якої перебував під час КАН-2019 в Єгипті. Збірна Кенії в своїй групі виграла один матч у Танзанії (3-2) і два програла — Алжиру (0-2) і Сенегалу (0-3), не зумівши подолати бар'єр групового етапу.
З 2019 року очолює тренерський штаб збірної команди Екваторіальної Гвінеї.